# Nicolás Díaz y Pérez
Nicolás Díaz y Pérez   (Badajoz, 6 de desembre de 1841 - Madrid, 16 de juny de 1902) va ser un cronista, periodista i escriptor espanyol.

## Biografia
Va néixer el 6 de desembre de 1841 a Badajoz. Cronista d'Extremadura, va ser autor de diverses obres sobre aquesta regió, entre elles el Diccionario histórico, biográfico, crítico y bibliográfico de autores, artistas y extremeños ilustres.
Com a periodista va ser redactor a Madrid dels periòdics La Caza (1865), La Reforma (1865-1869), Los Sucesos (1866), El Amigo del Pueblo (1868-1869) i La República Ibérica. Dirigí El Hijo del Pueblo (1868-1869) i va col·laborar en diaris i revistes com El Bazar, El Museo Escolar, El Correo de la Moda i Gente Vieja. A Badajoz havia estat redactor d' El Museo Extremeño (1865), La Federación Extremeña (1871) i El Obrero Federal (1888). Sovint va signar com «El Plutarco extremeño» i «Nicomedes Durán y Pereda».
D'ideologia republicana i pertanyent a la francmaçoneria, va ser pare de Viriato Díaz-Pérez, emigrat al Paraguai. Va morir a Madrid el 16 de juny de 1902.